# Aerangis cryptodon
Aerangis cryptodon är en orkidéart som först beskrevs av Heinrich Gustav Reichenbach och fick sitt nu gällande namn av Rudolf Schlechter. 
Aerangis cryptodon ingår i släktet Aerangis och familjen orkidéer. Artens utbredningsområde är Madagaskar. Inga underarter finns listade i Catalogue of Life.